# Perla (série télévisée)
Cet article concerne la série télévisée. Pour le roman, voir Perla.
Perla est une telenovela mexicaine diffusée en 1998 par Azteca 13.

## Distribution
- Silvia Navarro : Perla / Julieta
- Leonardo García : Roberto Valderrama
- Gina Romand : Mercedes Vda. de Santiago
- Gabriela Hassel : Rosenda Santiago
- Andrés García Jr. : Junior
- Jorge Lavat : César
- Rodolfo Arias : Pablo
- Roberto Medina : Octavio
- Irma Infante : Patricia
- Miguel Couturier : Alberto
- Mauricio Ferrari : Enrique
- Carmen Areu : Otilia
- Rodrigo Cachero : Alexis
- José Ramón Escoriza : Felipe
- Karla Llanos : Julieta
- Cristina Alatorre : Jazmín
- Ninel Conde
- Mark Tacher
- Víctor González : Hugo
- Gerardo Acuña : Bernardo
- Eugenio Montessoro : Julio Alcántara
- Vanessa Acosta : Gina
- Simone Victoria : Tońa
- Lucía Muñoz : Adriana
- María Rebeca : Matilde
- Daniela Garmendia : Josefina
- Javier Guerrero : Médico
- Dieter Koll : Marco
- Miguel Manzano Jr. : Germán
- Socorro Miranda : Mónica
- Roberto Carrera : Héctor
- Eduardo Muñoz : Enriquito
- Flavio Peniche : Evaro
- Palmira Pérez : Mariana
- Ana María Rebell : Rosa
- Karla Rico : Recepcionista
- Maribel Rodríguez : Cristina
- Paloma Woolrich : Srta. Eugenia
- Betty Monroe : Guadalupe, dite Lupita

## Diffusion internationale
| Pays    | Chaîne         | Titre | Première diffusion |
| ------- | -------------- | ----- | ------------------ |
| Mexique | Azteca 13      | Perla | 1998               |
| Chili   | La Red         | Perla | 1998               |
| Panama  | RCM Televisión | Perla |                    |
| Hongrie | Viasat3        | Perla | 2000               |
| Hongrie | Zone Romantica | Perla | 2004               |
| Pologne | Zone Romantica | Perla | 2006               |

## Remakes
| Pays      | Titre         | Année | Réalisateur(s)   | Producteur(s) | Acteurs principaux                                           |
| --------- | ------------- | ----- | ---------------- | ------------- | ------------------------------------------------------------ |
| Argentine | Perla Negra   | 1994  | Nicolás del Boca | Raúl Lecouna  | Andrea del Boca Gabriel Corrado María Rosa Gallo             |
| Mexique   | Rosa diamante | 2012  | Miguel Varoni    |               | Carla Hernández Mauricio Ochmann Thali García Begoña Narváez |

### Sources
- (es) Cet article est partiellement ou en totalité issu de l’article de Wikipédia en espagnol intitulé « Perla (telenovela) » (voir la liste des auteurs).